# Polypodium abbreviatum
Polypodium abbreviatum là một loài dương xỉ trong họ Polypodiaceae. Loài này được Sieb. mô tả khoa học đầu tiên..
Danh pháp khoa học của loài này chưa được làm sáng tỏ. 